# Sjimmy Bruijninckx
Sjimmy Bruijninckx (Leiderdorp, 14 september 1974) is een voormalig fotomodel en televisiepresentatrice.
Bruijninckx begon al op vijftienjarige leeftijd te werken als model. Ze was toen nog bezig met haar mavo-opleiding op het Haags Montessori Lyceum. Ze combineerde werken met avondschool voor haar mavodiploma. Hierna woonde en werkte ze als model in vele Europese steden. Ze deed fotoshoots en commercials voor bedrijfscampagnes van onder meer Coca-Cola, Amstel Bier, Sanex, KPN, en onder andere het modemerk C&A.
In 2006 begon ze te werken als weervrouw tijdens het actualiteitenprogramma NSE bij de toenmalige televisiezender Talpa. Nadat dit programma van de buis werd gehaald, verscheen ze tweemaal als commentator in het showprogramma Entertainment Live, ook bij Talpa. Vanaf februari 2007 presenteerde Bruijninckx het programma Shownieuws bij de commerciële zender SBS6.
Ook presenteerde ze de programma's Namens Nederland en De 25 als invaller. In 2011 was ze een van de presentatoren van de Nederlandse Huizenjacht.
Op 22 december 2011 werd bekend dat ze stopt als presentatrice bij SBS6. Haar contract werd niet verlengd.
Bruijninckx trouwde in 1998 en heeft twee kinderen.